# Elecciones presidenciales de Estados Unidos de 2020 en Carolina del Norte
Las elecciones presidenciales de los Estados Unidos de 2020 en Carolina del Norte se celebraron el martes 3 de noviembre de 2020, como parte de las elecciones presidenciales de los Estados Unidos, en las que participaron los 50 estados además del Distrito de Columbia. Los votantes de Carolina del Norte eligieron a los electores para que los representaran en el Colegio Electoral a través del voto popular, enfrentando al candidato del Partido Republicano el presidente Donald Trump y al vicepresidente Mike Pence, contra el candidato del Partido Demócrata el exvicepresidente Joe Biden y a su compañera de fórmula la senadora de California Kamala Harris, Carolina del Norte tenía 15 votos electorales en el Colegio Electoral.
Las encuestas del estado a lo largo de la campaña indicaron una carrera reñida y la mayoría de las organizaciones lo consideran una inclinación hacia Biden. A pesar de esto, Trump finalmente ganó Carolina del Norte con una pluralidad del 49.93 % sobre la cuota de votos del 48.59 % de Biden (un margen del 1.35%). Trump también se convirtió en el cuarto republicano en llevar a Carolina del Norte sin ganar la presidencia. Esta fue la victoria más estrecha de Trump en cualquier estado, y fue un resultado más cercano a su margen del 3.67% sobre Hillary Clinton en 2016 y el margen del 2.04% de Mitt Romney sobre Barack Obama en 2012. Carolina del Norte fue el único estado en las elecciones de 2020 en el que Trump ganó con menos del 50 % de los votos. En las elecciones de 2020, Carolina del Norte fue el 5.8% más republicano que la nación en su conjunto. El estado votó por última vez demócrata, fue en la victoria estrecha de Obama 2008 y había votado por última vez republicano más que la vecina Georgia en 2000.
La victoria de Trump en Carolina del Norte, junto con la de Florida, uno de los trastornos del ciclo. El pronóstico electoral del sitio web de datos electorales FiveThirtyEight tenía a Biden liderando en ambos estados, aunque por pequeños márgenes. Del mismo modo, los sitios web de predicción Inside Elections, Sabato's Crystal Ball, The Economist y ABC News teniendo a Biden favorecido en el estado.

## Resultados
| Partido | Partido      | Candidato       | Votos     | %     |
| ------- | ------------ | --------------- | --------- | ----- |
|         | Republicano  | Donald Trump    | 2,758,775 | 49.93 |
|         | Demócrata    | Joe Biden       | 2,684,292 | 48.59 |
|         | Libertario   | Jo Jorgensen    | 48,678    | 0.88  |
|         | Verde        | Howie Hawkins   | 12,195    | 0.22  |
|         | Constitución | Don Blankenship | 7,549     | 0.14  |
| Otros   | Otros        | Otros           | 13,315    | 0.24  |
|         |              |                 |           |       |
| Total   | Total        | Total           | 5,524,804 | 100   |
|         |              |                 |           |       |
| Fuente: |              |                 |           |       |